# 25884 Asai
25884 Asai è un asteroide della fascia principale. Scoperto nel 2000, presenta un'orbita caratterizzata da un semiasse maggiore pari a 1,9546753 UA e da un'eccentricità di 0,0803059, inclinata di 21,56233° rispetto all'eclittica.
L'asteroide è dedicato a Yoshihiko Asai, professore alla Higashi Nippon International University.